# رون غيلبرت
رون غيلبرت (بالإنجليزية: Ron Gilbert)‏ (و. 1964  م) هو منتج ألعاب فيديو، ومهندس، ومدون، ومبرمج أمريكي، ولد في لا غراندي.

## وصلات خارجية
- رون غيلبرت على موقع IMDb (الإنجليزية)
- رون غيلبرت على موقع قاعدة بيانات الفيلم (الإنجليزية)

- رون غيلبرت في قاعدة بيانات الأفلام على الإنترنت